# Copa Sul-Americana de 2018
A Copa Sul-Americana de 2018, oficialmente nomeada CONMEBOL Sul-Americana 2018, foi a 17.ª edição da competição de futebol realizada anualmente pela Confederação Sul-Americana de Futebol (CONMEBOL). Participaram clubes das dez associações sul-americanas.
O Atlético Paranaense se sagrou campeão pela primeira vez da competição ao superar o Junior de Barranquilla, da Colômbia, na disputa por pênaltis. Tanto no jogo de ida, em Barranquilla, quanto no jogo de volta em Curitiba os jogos terminaram empatados por 1–1, com vitória do clube brasileiro por 4–3 nos pênaltis. Com o título ganhou o direito de disputar a fase de grupos da Copa Libertadores da América de 2019. Além disso, disputou a Recopa Sul-Americana de 2019 contra o River Plate, vencedor da Copa Libertadores de 2018, e a J.League YBC Levain Cup/CONMEBOL Sudamericana Final de 2019.

## Equipes classificadas
| País                  | Equipe                 | Classificação                                                                                               |
| --------------------- | ---------------------- | --- |
| Argentina · (6 vagas) | San Lorenzo            | Melhor classificado do Campeonato Argentino 2017 não classificado para a Copa Libertadores 2018             |
| Argentina · (6 vagas) | Lanús                  | 2º melhor classificado do Campeonato Argentino 2016–17 não classificado para a Copa Libertadores 2018       |
| Argentina · (6 vagas) | Newell's Old Boys      | 3º melhor classificado do Campeonato Argentino 2016–17 não classificado para a Copa Libertadores 2018       |
| Argentina · (6 vagas) | Defensa y Justicia     | 4º melhor classificado do Campeonato Argentino 2016–17 não classificado para a Copa Libertadores 2018       |
| Argentina · (6 vagas) | Colón                  | 5º melhor classificado do Campeonato Argentino 2016–17 não classificado para a Copa Libertadores 2018       |
| Argentina · (6 vagas) | Rosário Central        | 6º melhor classificado do Campeonato Argentino 2016–17 não classificado para a Copa Libertadores 2018       |
| Bolívia · (4 vagas)   | Blooming               | Melhor classificado do Campeonato Boliviano 2016–17 não classificado para a Copa Libertadores 2018          |
| Bolívia · (4 vagas)   | Guabirá                | 2º melhor classificado do Campeonato Boliviano 2016–17 não classificado para a Copa Libertadores 2018       |
| Bolívia · (4 vagas)   | San José               | 3º melhor classificado do Campeonato Boliviano 2016–17 não classificado para a Copa Libertadores 2018       |
| Bolívia · (4 vagas)   | Nacional Potosí        | 4º melhor classificado do Campeonato Boliviano 2016–17 não classificado para a Copa Libertadores 2018       |
| Brasil · (6 vagas)    | Atlético Mineiro       | Melhor classificado do Campeonato Brasileiro Série A 2017 não classificado para a Copa Libertadores 2018    |
| Brasil · (6 vagas)    | Botafogo               | 2º melhor classificado do Campeonato Brasileiro Série A 2017 não classificado para a Copa Libertadores 2018 |
| Brasil · (6 vagas)    | Atlético Paranaense    | 3º melhor classificado do Campeonato Brasileiro Série A 2017 não classificado para a Copa Libertadores 2018 |
| Brasil · (6 vagas)    | Bahia                  | 4º melhor classificado do Campeonato Brasileiro Série A 2017 não classificado para a Copa Libertadores 2018 |
| Brasil · (6 vagas)    | São Paulo              | 5º melhor classificado do Campeonato Brasileiro Série A 2017 não classificado para a Copa Libertadores 2018 |
| Brasil · (6 vagas)    | Fluminense             | 6º melhor classificado do Campeonato Brasileiro Série A 2017 não classificado para a Copa Libertadores 2018 |
| Chile · (4 vagas)     | Unión Española         | Perdedor do duelo entre os vice-campeões da temporada 2017                                                  |
| Chile · (4 vagas)     | Everton                | Melhor classificado do Torneio Transición 2017 não classificado para a Copa Libertadores 2018               |
| Chile · (4 vagas)     | Audax Italiano         | 2º melhor classificado do Torneio Transición 2017 não classificado para a Copa Libertadores 2018            |
| Chile · (4 vagas)     | Deportes Temuco        | 3º melhor classificado do Torneio Transición 2017 não classificado para a Copa Libertadores 2018            |
| Colômbia · (4 vagas)  | Independiente Medellín | Melhor classificado do Campeonato Colombiano 2017 não classificado para a Copa Libertadores 2018            |
| Colômbia · (4 vagas)  | América de Cali        | 2º melhor classificado do Campeonato Colombiano 2017 não classificado para a Copa Libertadores 2018         |
| Colômbia · (4 vagas)  | Deportivo Cali         | 3º melhor classificado do Campeonato Colombiano 2017 não classificado para a Copa Libertadores 2018         |
| Colômbia · (4 vagas)  | Jaguares               | 4º melhor classificado do Campeonato Colombiano 2017 não classificado para a Copa Libertadores 2018         |
| Equador · (4 vagas)   | Barcelona de Guayaquil | Melhor classificado do Campeonato Equatoriano 2017 não classificado para a Copa Libertadores 2018           |
| Equador · (4 vagas)   | El Nacional            | 2º melhor classificado do Campeonato Equatoriano 2017 não classificado para a Copa Libertadores 2018        |
| Equador · (4 vagas)   | Deportivo Cuenca       | 3º melhor classificado do Campeonato Equatoriano 2017 não classificado para a Copa Libertadores 2018        |
| Equador · (4 vagas)   | LDU Quito              | Vencedor da repescagem para a Copa Sul-Americana 2018                                                       |
| Paraguai · (4 vagas)  | Sol de América         | Melhor classificado do Campeonato Paraguaio 2017 não classificado para a Copa Libertadores 2018             |
| Paraguai · (4 vagas)  | General Díaz           | 2º melhor classificado do Campeonato Paraguaio 2017 não classificado para a Copa Libertadores 2018          |
| Paraguai · (4 vagas)  | Sportivo Luqueño       | 3º melhor classificado do Campeonato Paraguaio 2017 não classificado para a Copa Libertadores 2018          |
| Paraguai · (4 vagas)  | Nacional               | 4º melhor classificado do Campeonato Paraguaio 2017 não classificado para a Copa Libertadores 2018          |
| Peru · (4 vagas)      | UTC                    | Melhor classificado do Campeonato Peruano 2017 não classificado para a Copa Libertadores 2018               |
| Peru · (4 vagas)      | Sport Huancayo         | 2º melhor classificado do Campeonato Peruano 2017 não classificado para a Copa Libertadores 2018            |
| Peru · (4 vagas)      | Sport Rosario          | 3º melhor classificado do Campeonato Peruano 2017 não classificado para a Copa Libertadores 2018            |
| Peru · (4 vagas)      | Sporting Cristal       | 4º melhor classificado do Campeonato Peruano 2017 não classificado para a Copa Libertadores 2018            |
| Uruguai · (4 vagas)   | Cerro                  | Melhor classificado do Campeonato Uruguaio 2017 não classificado para a Copa Libertadores 2018              |
| Uruguai · (4 vagas)   | Boston River           | 2º melhor classificado do Campeonato Uruguaio 2017 não classificado para a Copa Libertadores 2018           |
| Uruguai · (4 vagas)   | Rampla Juniors         | 3º melhor classificado do Campeonato Uruguaio 2017 não classificado para a Copa Libertadores 2018           |
| Uruguai · (4 vagas)   | Danubio                | 4º melhor classificado do Campeonato Uruguaio 2017 não classificado para a Copa Libertadores 2018           |
| Venezuela · (4 vagas) | Mineros de Guayana     | Melhor classificado da Copa Venezuela 2017 não classificado para a Copa Libertadores 2018                   |
| Venezuela · (4 vagas) | Estudiantes de Mérida  | Melhor classificado do Torneio Clausura 2017 não classificado para a Copa Libertadores 2018                 |
| Venezuela · (4 vagas) | Caracas                | Melhor classificado do Torneio Apertura 2017 não classificado para a Copa Libertadores 2018                 |
| Venezuela · (4 vagas) | Zamora                 | Melhor classificado do Campeonato Venezuelano 2017 não classificado para a Copa Libertadores 2018           |

Adicionalmente, dez equipes eliminadas da Copa Libertadores da América de 2018 foram transferidas para a Copa Sul-Americana, entrando a partir da segunda fase.
| Melhores equipes eliminadas na terceira fase |
| -------------------------------------------- |
| Jorge Wilstermann                            |
| Banfield                                     |
| Equipes terceiro colocadas na fase de grupos |
| Defensor Sporting                            |
| Bolívar                                      |
| Peñarol                                      |
| Santa Fe                                     |
| Vasco da Gama                                |
| Nacional                                     |
| Millonarios                                  |
| Junior de Barranquilla                       |

## Calendário
O calendário de cada fase foi divulgado em 27 de setembro de 2017 e compreende as seguintes datas:
| Fase             | Ida                          | Volta                        |
| ---------------- | ---------------------------- | ---------------------------- |
| Primeira fase    | 13 de fevereiro a 23 de maio | 13 de fevereiro a 23 de maio |
| Segunda fase     | 17 de julho a 16 de agosto   | 17 de julho a 16 de agosto   |
| Oitavas de final | 21 de agosto a 3 de outubro  | 21 de agosto a 3 de outubro  |
| Quartas de final | 24 de outubro                | 31 de outubro                |
| Semifinais       | 7 de novembro                | 28 de novembro               |
| Finais           | 5 de dezembro                | 12 de dezembro               |

## Sorteio
O sorteio que determinou os cruzamentos da primeira fase da Copa Sul-Americana foi realizado em 20 de dezembro de 2017, no Centro de Convenções da CONMEBOL localizado em Luque, no Paraguai.
A distribuição das equipes através dos potes seguiu um critério geográfico, sendo que no pote 1 se encontraram as equipes da "zona sul" (Argentina, Bolívia, Chile, Paraguai e Uruguai) e no pote 2 as equipes da "zona norte" (Brasil, Colômbia, Equador, Peru e Venezuela):
|               | Pote 1 | Pote 1 | Pote 2 | Pote 2 |
| ------------- | --- | --- | --- | --- |
| Primeira fase | - San Lorenzo - Lanús - Newell's Old Boys - Defensa y Justicia - Colón - Rosário Central - Blooming - Guabirá - San José[a] - Nacional Potosí[a] - Unión Española[b] - Everton - Audax Italiano - Deportes Temuco - Sol de América - General Díaz - Sportivo Luqueño - Nacional - Cerro - Boston River - Rampla Juniors - Danubio | - San Lorenzo - Lanús - Newell's Old Boys - Defensa y Justicia - Colón - Rosário Central - Blooming - Guabirá - San José[a] - Nacional Potosí[a] - Unión Española[b] - Everton - Audax Italiano - Deportes Temuco - Sol de América - General Díaz - Sportivo Luqueño - Nacional - Cerro - Boston River - Rampla Juniors - Danubio | - Atlético Mineiro - Botafogo - Atlético Paranaense - Bahia - São Paulo - Fluminense - Independiente Medellín - América de Cali - Deportivo Cali - Jaguares - Barcelona de Guayaquil - El Nacional - Deportivo Cuenca - LDU Quito - UTC - Sport Huancayo - Sport Rosario - Sporting Cristal - Mineros de Guayana - Estudiantes de Mérida - Caracas - Zamora | - Atlético Mineiro - Botafogo - Atlético Paranaense - Bahia - São Paulo - Fluminense - Independiente Medellín - América de Cali - Deportivo Cali - Jaguares - Barcelona de Guayaquil - El Nacional - Deportivo Cuenca - LDU Quito - UTC - Sport Huancayo - Sport Rosario - Sporting Cristal - Mineros de Guayana - Estudiantes de Mérida - Caracas - Zamora |

a. ^ Não confirmado no momento do sorteio.

b. ^ Não definido no momento do sorteio.
Para a segunda fase, onde entraram as equipes transferidas da Copa Libertadores da América de 2018, foi realizado um novo sorteio no Centro de Convenções da CONMEBOL em 4 de junho, após já concluída a primeira fase.

## Primeira fase
A primeira fase foi disputada por 44 equipes, em partidas eliminatórias em ida e volta. Em caso de empate no placar agregado, a regra do gol fora de casa seria considerada e, persistindo a igualdade, a vaga seria definida na disputa por pênaltis.
| Chave | Equipe 1               | Total       | Equipe 2               | Ida | Volta |
| ----- | ---------------------- | ----------- | ---------------------- | --- | ----- |
| E1    | Everton                | 2–2 (gf)    | Caracas                | 1–2 | 1–0   |
| E2    | Estudiantes de Mérida  | 1–3         | Deportes Temuco        | 1–1 | 0–2   |
| E3    | Lanús                  | 5–4         | Sporting Cristal       | 4–2 | 1–2   |
| E4    | Deportivo Cali         | 5–3         | Danubio                | 3–0 | 2–3   |
| E5    | San Lorenzo            | 1–0         | Atlético Mineiro       | 1–0 | 0–0   |
| E6    | LDU Quito              | 4–4 (gf)    | Guabirá                | 2–1 | 2–3   |
| E7    | Nacional               | 0–0 (4–3 p) | Mineros de Guayana     | 0–0 | 0–0   |
| E8    | Sport Rosario          | 0–2         | Cerro                  | 0–0 | 0–2   |
| E9    | Sol de América         | 3–3 (gf)    | Independiente Medellín | 2–0 | 1–3   |
| E10   | Barcelona de Guayaquil | 1–2         | General Díaz           | 0–0 | 1–2   |
| E11   | Sportivo Luqueño       | 2–2 (5–6 p) | Deportivo Cuenca       | 2–0 | 0–2   |
| E12   | UTC                    | 2–4         | Rampla Juniors         | 2–0 | 0–4   |
| E13   | Defensa y Justicia     | 3–1         | América de Cali        | 0–1 | 3–0   |
| E14   | Atlético Paranaense    | 4–2         | Newell's Old Boys      | 3–0 | 1–2   |
| E15   | Unión Española         | 0–3         | Sport Huancayo         | 0–0 | 0–3   |
| E16   | Jaguares               | 2–4         | Boston River           | 2–1 | 0–3   |
| E17   | Rosário Central        | 0–1         | São Paulo              | 0–0 | 0–1   |
| E18   | El Nacional            | 4–3         | San José               | 3–2 | 1–1   |
| E19   | Blooming               | 1–4         | Bahia                  | 1–0 | 0–4   |
| E20   | Zamora                 | 0–3         | Colón                  | 0–2 | 0–1   |
| E21   | Audax Italiano         | 2–3         | Botafogo               | 1–2 | 1–1   |
| E22   | Fluminense             | 3–2         | Nacional Potosí        | 3–0 | 0–2   |

## Segunda fase
A segunda fase foi disputada pelas 22 equipes classificadas da fase anterior mais as dez equipes transferidas da Copa Libertadores, em partidas eliminatórias em ida e volta. Em caso de empate no placar agregado, a regra do gol fora de casa seria considerada e, persistindo a igualdade, a vaga seria definida na disputa por pênaltis.
Equipes classificadas
Equipes classificadas da primeira fase
| - Caracas - Deportes Temuco - Lanús - Deportivo Cali - San Lorenzo - LDU Quito | - Nacional - Cerro - Sol de América - General Díaz - Deportivo Cuenca - Rampla Juniors | - Defensa y Justicia - Atlético Paranaense - Sport Huancayo - Boston River - São Paulo - El Nacional | - Bahia - Colón - Botafogo - Fluminense |

Melhores equipes eliminadas na terceira fase da Copa Libertadores da América de 2018
| - Jorge Wilstermann - Banfield |

Equipes terceiro colocadas na fase de grupos da Copa Libertadores da América de 2018
| - Defensor Sporting - Bolívar | - Peñarol - Santa Fe | - Vasco da Gama - Nacional | - Millonarios - Junior de Barranquilla |

| Chave | Equipe 1            | Total       | Equipe 2               | Ida    | Volta |
| ----- | ------------------- | ----------- | ---------------------- | ------ | ----- |
| O1    | General Díaz        | 1–5         | Millonarios            | 1–1    | 0–4   |
| O2    | Nacional            | 2–3         | Botafogo               | 2–1    | 0–2   |
| O3    | Sol de América      | 0–1         | Nacional               | 0–0    | 0–1   |
| O4    | São Paulo           | 1–1 (3–5 p) | Colón                  | 0–1    | 1–0   |
| O5    | Boston River        | 1–2         | Banfield               | 1–0    | 0–2   |
| O6    | Fluminense          | 3–0         | Defensor Sporting      | 2–0    | 1–0   |
| O7    | Atlético Paranaense | 6–1         | Peñarol                | 2–0    | 4–1   |
| O8    | Deportivo Cali      | 6–1         | Bolívar                | 4–0    | 2–1   |
| O9    | LDU Quito           | 3–2         | Vasco da Gama          | 3–1    | 0–1   |
| O10   | Caracas             | 6–3         | Sport Huancayo         | 2–0    | 4–3   |
| O11   | Deportivo Cuenca    | 4–4 (6–5 p) | Jorge Wilstermann      | 2–2    | 2–2   |
| O12   | Defensa y Justicia  | 2–1         | El Nacional            | 2–0    | 0–1   |
| O13   | Lanús               | 1–1 (2–3 p) | Junior de Barranquilla | 1–0    | 0–1   |
| O14   | San Lorenzo         | 3–1         | Deportes Temuco        | 3–0[c] | 0–1   |
| O15   | Bahia               | 3–1         | Cerro                  | 2–0    | 1–1   |
| O16   | Rampla Juniors      | 0–2         | Santa Fe               | 0–0    | 0–2   |

^ c. Foi atribuída a vitória ao San Lorenzo por 3–0 devido a escalação irregular de Jonathan Requena por parte do Deportes Temuco. Originalmente o clube chileno venceu por 2–1.

## Fase final
Os times que estão na parte superior do confronto possuem o mando de campo no primeiro jogo e em negrito os times classificados.
|  | Oitavas de final            | Oitavas de final            | Oitavas de final            | Oitavas de final            |       |                             | Quartas de final              | Quartas de final              | Quartas de final              | Quartas de final              |  |                     | Semifinais         | Semifinais         | Semifinais         | Semifinais         |                        |   | Final              | Final              | Final              | Final              |
|  | 21 de agosto a 4 de outubro | 21 de agosto a 4 de outubro | 21 de agosto a 4 de outubro | 21 de agosto a 4 de outubro |       |                             | 23 de outubro a 1 de novembro | 23 de outubro a 1 de novembro | 23 de outubro a 1 de novembro | 23 de outubro a 1 de novembro |  |                     | 7 a 29 de novembro | 7 a 29 de novembro | 7 a 29 de novembro | 7 a 29 de novembro |                        |   | 5 e 12 de dezembro | 5 e 12 de dezembro | 5 e 12 de dezembro | 5 e 12 de dezembro |
|  |                             |                             |                             |                             |       |                             |                               |                               |                               |                               |  |                     |                    |                    |                    |                    |                        |   |                    |                    |                    |                    |
|  | Santa Fe (pen)              | 0                           | 0                           | 0 (5)                       |       |                             |                               |                               |                               |                               |  |                     |                    |                    |                    |                    |                        |   |                    |                    |                    |                    |
|  | Millonarios                 | 0                           | 0                           | 0 (3)                       |       |                             |                               |                               |                               |                               |  |                     |                    |                    |                    |                    |                        |   |                    |                    |                    |                    |
|  | Millonarios                 | 0                           | 0                           | 0 (3)                       |       | Santa Fe                    | 1                             | 2                             | 3                             |                               |  |                     |                    |                    |                    |                    |                        |   |                    |                    |                    |                    |
|  |                             |                             |                             |                             |       | Santa Fe                    | 1                             | 2                             | 3                             |                               |  |                     |                    |                    |                    |                    |                        |   |                    |                    |                    |                    |
|  |                             | Deportivo Cali              | 1                           | 1                           | 2     |                             |                               |                               |                               |                               |  |                     |                    |                    |                    |                    |                        |   |                    |                    |                    |                    |
|  | LDU Quito                   | Deportivo Cali              | 1                           | 1                           | 2     | 1                           | 0                             | 1 (1)                         |                               |                               |  |                     |                    |                    |                    |                    |                        |   |                    |                    |                    |                    |
|  | LDU Quito                   |                             |                             |                             |       | 1                           | 0                             | 1 (1)                         |                               |                               |  |                     |                    |                    |                    |                    |                        |   |                    |                    |                    |                    |
|  | Deportivo Cali (pen)        | 0                           | 1                           | 1 (3)                       |       |                             |                               |                               |                               |                               |  |                     |                    |                    |                    |                    |                        |   |                    |                    |                    |                    |
|  | Deportivo Cali (pen)        | 0                           | 1                           | 1 (3)                       |       |                             |                               |                               |                               |                               |  | Santa Fe            | 0                  | 0                  | 0                  |                    |                        |   |                    |                    |                    |                    |
|  |                             |                             |                             |                             |       |                             |                               |                               |                               |                               |  | Santa Fe            | 0                  | 0                  | 0                  |                    |                        |   |                    |                    |                    |                    |
|  |                             | Junior de Barranquilla      | 2                           | 1                           | 3     |                             |                               |                               |                               |                               |  |                     |                    |                    |                    |                    |                        |   |                    |                    |                    |                    |
|  | Junior de Barranquilla      | Junior de Barranquilla      | 2                           | 1                           | 3     | 1                           | 1                             | 2                             |                               |                               |  |                     |                    |                    |                    |                    |                        |   |                    |                    |                    |                    |
|  | Junior de Barranquilla      |                             |                             |                             |       | 1                           | 1                             | 2                             |                               |                               |  |                     |                    |                    |                    |                    |                        |   |                    |                    |                    |                    |
|  | Colón                       | 0                           | 1                           | 1                           |       |                             |                               |                               |                               |                               |  |                     |                    |                    |                    |                    |                        |   |                    |                    |                    |                    |
|  | Colón                       | 0                           | 1                           | 1                           |       | Junior de Barranquilla (gf) | 2                             | 1                             | 3                             |                               |  |                     |                    |                    |                    |                    |                        |   |                    |                    |                    |                    |
|  |                             |                             |                             |                             |       | Junior de Barranquilla (gf) | 2                             | 1                             | 3                             |                               |  |                     |                    |                    |                    |                    |                        |   |                    |                    |                    |                    |
|  |                             | Defensa y Justicia          | 0                           | 3                           | 3     |                             |                               |                               |                               |                               |  |                     |                    |                    |                    |                    |                        |   |                    |                    |                    |                    |
|  | Defensa y Justicia          | Defensa y Justicia          | 0                           | 3                           | 3     | 0                           | 2                             | 2                             |                               |                               |  |                     |                    |                    |                    |                    |                        |   |                    |                    |                    |                    |
|  | Defensa y Justicia          |                             |                             |                             |       | 0                           | 2                             | 2                             |                               |                               |  |                     |                    |                    |                    |                    |                        |   |                    |                    |                    |                    |
|  | Banfield                    | 0                           | 0                           | 0                           |       |                             |                               |                               |                               |                               |  |                     |                    |                    |                    |                    |                        |   |                    |                    |                    |                    |
|  | Banfield                    | 0                           | 0                           | 0                           |       |                             |                               |                               |                               |                               |  |                     |                    |                    |                    |                    | Junior de Barranquilla | 1 | 1                  | 2 (3)              |                    |                    |
|  |                             |                             |                             |                             |       |                             |                               |                               |                               |                               |  |                     |                    |                    |                    |                    |                        | 1 | 1                  | 2 (3)              |                    |                    |
|  |                             | Atlético Paranaense (pen)   | 1                           | 1                           | 2 (4) |                             |                               |                               |                               |                               |  |                     |                    |                    |                    |                    |                        |   |                    |                    |                    |                    |
|  | Bahia (pen)                 | Atlético Paranaense (pen)   | 1                           | 1                           | 2 (4) | 2                           | 1                             | 3 (5)                         |                               |                               |  |                     |                    |                    |                    |                    |                        |   |                    |                    |                    |                    |
|  | Bahia (pen)                 |                             |                             |                             |       | 2                           | 1                             | 3 (5)                         |                               |                               |  |                     |                    |                    |                    |                    |                        |   |                    |                    |                    |                    |
|  | Botafogo                    | 1                           | 2                           | 3 (4)                       |       |                             |                               |                               |                               |                               |  |                     |                    |                    |                    |                    |                        |   |                    |                    |                    |                    |
|  | Botafogo                    | 1                           | 2                           | 3 (4)                       |       | Bahia                       | 0                             | 1                             | 1 (1)                         |                               |  |                     |                    |                    |                    |                    |                        |   |                    |                    |                    |                    |
|  |                             |                             |                             |                             |       | Bahia                       | 0                             | 1                             | 1 (1)                         |                               |  |                     |                    |                    |                    |                    |                        |   |                    |                    |                    |                    |
|  |                             | Atlético Paranaense (pen)   | 1                           | 0                           | 1 (4) |                             |                               |                               |                               |                               |  |                     |                    |                    |                    |                    |                        |   |                    |                    |                    |                    |
|  | Caracas                     | Atlético Paranaense (pen)   | 1                           | 0                           | 1 (4) | 0                           | 1                             | 1                             |                               |                               |  |                     |                    |                    |                    |                    |                        |   |                    |                    |                    |                    |
|  | Caracas                     |                             |                             |                             |       | 0                           | 1                             | 1                             |                               |                               |  |                     |                    |                    |                    |                    |                        |   |                    |                    |                    |                    |
|  | Atlético Paranaense         | 2                           | 2                           | 4                           |       |                             |                               |                               |                               |                               |  |                     |                    |                    |                    |                    |                        |   |                    |                    |                    |                    |
|  | Atlético Paranaense         | 2                           | 2                           | 4                           |       |                             |                               |                               |                               |                               |  | Atlético Paranaense | 2                  | 2                  | 4                  |                    |                        |   |                    |                    |                    |                    |
|  |                             |                             |                             |                             |       |                             |                               |                               |                               |                               |  | Atlético Paranaense | 2                  | 2                  | 4                  |                    |                        |   |                    |                    |                    |                    |
|  |                             | Fluminense                  | 0                           | 0                           | 0     |                             |                               |                               |                               |                               |  |                     |                    |                    |                    |                    |                        |   |                    |                    |                    |                    |
|  | Deportivo Cuenca            | Fluminense                  | 0                           | 0                           | 0     | 0                           | 0                             | 0                             |                               |                               |  |                     |                    |                    |                    |                    |                        |   |                    |                    |                    |                    |
|  | Deportivo Cuenca            |                             |                             |                             |       | 0                           | 0                             | 0                             |                               |                               |  |                     |                    |                    |                    |                    |                        |   |                    |                    |                    |                    |
|  | Fluminense                  | 2                           | 2                           | 4                           |       |                             |                               |                               |                               |                               |  |                     |                    |                    |                    |                    |                        |   |                    |                    |                    |                    |
|  | Fluminense                  | 2                           | 2                           | 4                           |       | Fluminense                  | 1                             | 1                             | 2                             |                               |  |                     |                    |                    |                    |                    |                        |   |                    |                    |                    |                    |
|  |                             |                             |                             |                             |       | Fluminense                  | 1                             | 1                             | 2                             |                               |  |                     |                    |                    |                    |                    |                        |   |                    |                    |                    |                    |
|  |                             | Nacional                    | 1                           | 0                           | 1     |                             |                               |                               |                               |                               |  |                     |                    |                    |                    |                    |                        |   |                    |                    |                    |                    |
|  | San Lorenzo                 | Nacional                    | 1                           | 0                           | 1     | 3                           | 0                             | 3                             |                               |                               |  |                     |                    |                    |                    |                    |                        |   |                    |                    |                    |                    |
|  | San Lorenzo                 |                             |                             |                             |       | 3                           | 0                             | 3                             |                               |                               |  |                     |                    |                    |                    |                    |                        |   |                    |                    |                    |                    |
|  | Nacional (gf)               | 1                           | 2                           | 3                           |       |                             |                               |                               |                               |                               |  |                     |                    |                    |                    |                    |                        |   |                    |                    |                    |                    |

### Final
Jogo de ida
| 5 de dezembro | Junior de Barranquilla | 1 – 1     | Atlético Paranaense | Estádio Metropolitano, Barranquilla     |
| 19:45 (UTC−5) | González 52'           | Relatório | Pablo 50'           | Público: 38 094 Árbitro: PER Diego Haro |

Jogo de volta
| 12 de dezembro | Atlético Paranaense | 1 – 1 (pro) | Junior de Barranquilla | Arena da Baixada, Curitiba                 |
| 21:45 (UTC−2)  | Pablo 26'           | Relatório   | Gutiérrez 57'          | Público: 40 263 Árbitro: CHI Roberto Tobar |

|                                                         |       | Penalidades                           |  |
| Jonathan Raphael Veiga Bérgson Renan Lodi Thiago Heleno | 4 – 3 | Narváez Fuentes Pérez Gutiérrez Viera |  |

## Premiação
| Copa Sul-Americana de 2018              |
| Brasil                                  |
| --------------------------------------- |
| Atlético Paranaense Campeão (1° título) |

## Estatísticas
| Gols | Jogador           | Time                |
| ---- | ----------------- | ------------------- |
| 5    | Nicolás Benedetti | Deportivo Cali      |
| 5    | Pablo             | Atlético Paranaense |
| 4    | Diomar Díaz       | Caracas             |
| 4    | Nicolás Fernández | Defensa y Justicia  |
| 4    | Nikão             | Atlético Paranaense |

| Assis. | Jogador        | Time                |
| ------ | -------------- | ------------------- |
| 3      | Anderson Julio | LDU Quito           |
| 3      | Junior Sornoza | Fluminense          |
| 3      | Pablo          | Atlético Paranaense |
| 3      | Régis          | Bahia               |
| 3      | Renan Lodi     | Atlético Paranaense |

## Maiores públicos
Esses são os dez maiores públicos do campeonato:[carece de fontes?]
| Nº | Público | Mandante               | Placar | Visitante              | Estádio                 | Data           | Fase          | Ref.   |
| -- | ------- | ---------------------- | ------ | ---------------------- | ----------------------- | -------------- | ------------- | ------ |
| 1  | 40 263  | Atlético Paranaense    | 1–1    | Junior de Barranquilla | Arena da Baixada        | 12 de dezembro | Final         | [ 10 ] |
| 2  | 40 000  | Rosário Central        | 0–0    | São Paulo              | Gigante de Arroyito     | 12 de abril    | Primeira fase |        |
| 2  | 40 000  | Newell's Old Boys      | 2–1    | Atlético Paranaense    | Marcelo Bielsa          | 10 de maio     | Primeira fase |        |
| 2  | 40 000  | Colón                  | 1–1    | Junior de Barranquilla | Cementerio de Elefantes | 4 de outubro   | Oitavas       |        |
| 5  | 39 157  | Fluminense             | 2–0    | Deportivo Cuenca       | Maracanã                | 4 de outubro   | Oitavas       | [ 13 ] |
| 6  | 38 094  | Junior de Barranquilla | 1–1    | Atlético Paranaense    | Metropolitano           | 5 de dezembro  | Final         | [ 9 ]  |
| 7  | 37 208  | Fluminense             | 0–2    | Atlético Paranaense    | Maracanã                | 28 de novembro | Semifinal     | [ 14 ] |
| 8  | 35 788  | Botafogo               | 2–0    | Nacional               | Nilton Santos           | 16 de agosto   | Segunda fase  | [ 15 ] |
| 9  | 35 666  | São Paulo              | 0–1    | Colón                  | Morumbi                 | 2 de agosto    | Segunda fase  | [ 16 ] |
| 10 | 33 862  | São Paulo              | 1–0    | Rosário Central        | Morumbi                 | 9 de maio      | Primeira fase |        |

## Classificação geral
Oficialmente a CONMEBOL não reconhece uma classificação geral de participantes na Copa Sul-Americana. A tabela a seguir classifica as equipes de acordo com a fase alcançada e considerando os critérios de desempate.
| Classificação final             | Classificação final    | Classificação final | Classificação final | Classificação final | Classificação final | Classificação final | Classificação final | Classificação final | Classificação final | Classificação final | Classificação final |
| Pos.                            | Times                  | P                   | J                   | V                   | E                   | D                   | GP                  | GC                  | SG                  |                     |                     |
| ------------------------------- | ---------------------- | ------------------- | ------------------- | ------------------- | ------------------- | ------------------- | ------------------- | ------------------- | ------------------- | ------------------- | ------------------- |
| Campeão                         |                        |                     |                     |                     |                     |                     |                     |                     |                     |                     |                     |
| 1                               | Atlético Paranaense    | 26                  | 12                  | 8                   | 2                   | 2                   | 21                  | 7                   | +14                 |                     |                     |
| Vice-campeão                    |                        |                     |                     |                     |                     |                     |                     |                     |                     |                     |                     |
| 2                               | Junior de Barranquilla | 18                  | 10                  | 5                   | 3                   | 2                   | 11                  | 7                   | +4                  |                     |                     |
| Eliminados nas semifinais       |                        |                     |                     |                     |                     |                     |                     |                     |                     |                     |                     |
| 3                               | Fluminense             | 19                  | 10                  | 6                   | 1                   | 3                   | 12                  | 7                   | +5                  |                     |                     |
| 4                               | Santa Fe               | 10                  | 8                   | 2                   | 4                   | 2                   | 5                   | 5                   | 0                   |                     |                     |
| Eliminados nas quartas de final |                        |                     |                     |                     |                     |                     |                     |                     |                     |                     |                     |
| 5                               | Deportivo Cali         | 13                  | 8                   | 4                   | 1                   | 3                   | 14                  | 8                   | +6                  |                     |                     |
| 6                               | Bahia                  | 13                  | 8                   | 4                   | 1                   | 3                   | 11                  | 6                   | +5                  |                     |                     |
| 7                               | Defensa y Justicia     | 13                  | 8                   | 4                   | 1                   | 3                   | 10                  | 5                   | +5                  |                     |                     |
| 8                               | Nacional               | 8                   | 6                   | 2                   | 2                   | 2                   | 5                   | 5                   | 0                   |                     |                     |
| Eliminados nas oitavas de final |                        |                     |                     |                     |                     |                     |                     |                     |                     |                     |                     |
| 9                               | San Lorenzo            | 10                  | 6                   | 3                   | 1                   | 2                   | 7                   | 4                   | +3                  |                     |                     |
| 10                              | Botafogo               | 10                  | 6                   | 3                   | 1                   | 2                   | 9                   | 7                   | +2                  |                     |                     |
| 11                              | Colón                  | 10                  | 6                   | 3                   | 1                   | 2                   | 5                   | 3                   | +2                  |                     |                     |
| 12                              | LDU Quito              | 9                   | 6                   | 3                   | 0                   | 3                   | 8                   | 7                   | +1                  |                     |                     |
| 13                              | Caracas                | 9                   | 6                   | 3                   | 0                   | 3                   | 9                   | 9                   | 0                   |                     |                     |
| 14                              | Millonarios            | 6                   | 4                   | 1                   | 3                   | 0                   | 5                   | 1                   | +4                  |                     |                     |
| 15                              | Deportivo Cuenca       | 5                   | 6                   | 1                   | 2                   | 3                   | 6                   | 10                  | –4                  |                     |                     |
| 16                              | Banfield               | 4                   | 4                   | 1                   | 1                   | 2                   | 2                   | 3                   | –1                  |                     |                     |
| Eliminados na segunda fase      |                        |                     |                     |                     |                     |                     |                     |                     |                     |                     |                     |
| Pos.                            | Times                  | P                   | J                   | V                   | E                   | D                   | GP                  | GC                  | SG                  |                     |                     |
| 17                              | São Paulo              | 7                   | 4                   | 2                   | 1                   | 1                   | 2                   | 1                   | +1                  |                     |                     |
| 18                              | El Nacional            | 7                   | 4                   | 2                   | 1                   | 1                   | 5                   | 5                   | 0                   |                     |                     |
| 19                              | Deportes Temuco        | 7                   | 4                   | 2                   | 1                   | 1                   | 4                   | 4                   | 0                   |                     |                     |
| 20                              | Lanús                  | 6                   | 4                   | 2                   | 0                   | 2                   | 6                   | 5                   | +1                  |                     |                     |
| 21                              | Boston River           | 6                   | 4                   | 2                   | 0                   | 2                   | 5                   | 4                   | +1                  |                     |                     |
| 22                              | Cerro                  | 5                   | 4                   | 1                   | 2                   | 1                   | 3                   | 3                   | 0                   |                     |                     |
| 23                              | Nacional               | 5                   | 4                   | 1                   | 2                   | 1                   | 2                   | 3                   | –1                  |                     |                     |
| 24                              | General Díaz           | 5                   | 4                   | 1                   | 2                   | 1                   | 3                   | 6                   | –3                  |                     |                     |

| Eliminados na segunda fase  |                        |   |   |   |   |   |    |    |    |
| Pos.                        | Times                  | P | J | V | E | D | GP | GC | SG |
| 25                          | Sport Huancayo         | 4 | 4 | 1 | 1 | 2 | 6  | 6  | 0  |
| 26                          | Rampla Juniors         | 4 | 4 | 1 | 1 | 2 | 4  | 4  | 0  |
| 27                          | Sol de América         | 4 | 4 | 1 | 1 | 2 | 3  | 4  | –1 |
| 28                          | Vasco da Gama          | 3 | 2 | 1 | 0 | 1 | 2  | 3  | –1 |
| 29                          | Jorge Wilstermann      | 2 | 2 | 0 | 2 | 0 | 4  | 4  | 0  |
| 30                          | Defensor Sporting      | 0 | 2 | 0 | 0 | 2 | 0  | 3  | –3 |
| 31                          | Bolívar                | 0 | 2 | 0 | 0 | 2 | 1  | 6  | –5 |
| 31                          | Peñarol                | 0 | 2 | 0 | 0 | 2 | 1  | 6  | –5 |
| Eliminados na primeira fase |                        |   |   |   |   |   |    |    |    |
| 33                          | Guabirá                | 3 | 2 | 1 | 0 | 1 | 4  | 4  | 0  |
| 34                          | Independiente Medellín | 3 | 2 | 1 | 0 | 1 | 3  | 3  | 0  |
| 35                          | Everton                | 3 | 2 | 1 | 0 | 1 | 2  | 2  | 0  |
| 35                          | Sportivo Luqueño       | 3 | 2 | 1 | 0 | 1 | 2  | 2  | 0  |
| 37                          | Sporting Cristal       | 3 | 2 | 1 | 0 | 1 | 4  | 5  | –1 |
| 38                          | Nacional Potosí        | 3 | 2 | 1 | 0 | 1 | 2  | 3  | –1 |
| 39                          | Danubio                | 3 | 2 | 1 | 0 | 1 | 3  | 5  | –2 |
| 40                          | Jaguares               | 3 | 2 | 1 | 0 | 1 | 2  | 4  | –2 |
| 40                          | Newell's Old Boys      | 3 | 2 | 1 | 0 | 1 | 2  | 4  | –2 |
| 40                          | UTC                    | 3 | 2 | 1 | 0 | 1 | 2  | 4  | –2 |
| 43                          | América de Cali        | 3 | 2 | 1 | 0 | 1 | 1  | 3  | –2 |
| 44                          | Blooming               | 3 | 2 | 1 | 0 | 1 | 1  | 4  | –3 |
| 45                          | Mineros de Guayana     | 2 | 2 | 0 | 2 | 0 | 0  | 0  | 0  |
| 46                          | San José               | 1 | 2 | 0 | 1 | 1 | 3  | 4  | –1 |
| 47                          | Audax Italiano         | 1 | 2 | 0 | 1 | 1 | 2  | 3  | –1 |
| 48                          | Barcelona de Guayaquil | 1 | 2 | 0 | 1 | 1 | 1  | 2  | –1 |
| 49                          | Atlético Mineiro       | 1 | 2 | 0 | 1 | 1 | 0  | 1  | –1 |
| 49                          | Rosário Central        | 1 | 2 | 0 | 1 | 1 | 0  | 1  | –1 |
| 51                          | Estudiantes de Mérida  | 1 | 2 | 0 | 1 | 1 | 1  | 3  | –2 |
| 52                          | Sport Rosario          | 1 | 2 | 0 | 1 | 1 | 0  | 2  | –2 |
| 53                          | Unión Española         | 1 | 2 | 0 | 1 | 1 | 0  | 3  | –3 |
| 54                          | Zamora                 | 0 | 2 | 0 | 0 | 2 | 0  | 3  | –3 |